# Daniel Drechsel-Grau
Daniel Drechsel-Grau (* 11. Oktober 1976 in Kassel) ist ein deutscher Regisseur.

## Leben
Nach dem Studium an der Werbe- & Medien Akademie Marquardt in Dortmund zog er nach Köln, wo er 2007 die Regie bei der SAT.1 TV-Serie „Maddin in Love“ übernahm, welche 2008 eine Nominierung zum Deutschen Comedypreis erhielt.
Ab März 2009 arbeitete Daniel Drechsel-Grau als Regisseur bei der Hurricane Fernsehproduktion GmbH in Köln und betreute Formate wie Schillerstraße und Switch Reloaded. 2010 übernahm er die Studioregie beim „WM-Spezial“ von Dieter Nuhr auf RTL und bei seinem Jahresrückblick im ZDF.
2011 erhielt er eine Grimme-Preis-Nominierung für „Switch reloaded – Das Dschungel-Spezial“.
Im August 2012 begann Daniel Drechsel-Grau die Dreharbeiten für die ZDF-Serie Küstenwache für die Opal Filmproduktion. Im Jahr darauf entwickelte er die neue ZDF-Serie „Kripo Holstein“ mit und führte bei vier Folgen der ersten Staffel Regie.

## Filmografie

### TV
- 2007: Maddin in Love – Staffel 1 (SAT.1); Produktion: Juni TV / Hurricane Fernsehproduktion GmbH
- 2008: Sketch4Fun – Staffel 1 (SAT.1); Produktion: Biller & Vass
- 2009: Switch Reloaded – Staffel 4 (Pro 7); Produktion: Hurricane Fernsehproduktion GmbH
- 2009: Granaten wie wir – Staffel 1 (Pro 7); Produktion: Hurricane Fernsehproduktion GmbH
- 2009: World of Comedy (RTL); Produktion: Hurricane Fernsehproduktion GmbH
- 2010: Schillerstraße – Staffel 6 (SAT.1); Produktion: Hurricane Fernsehproduktion GmbH
- 2010: Switch Reloaded – Staffel 5 (Pro 7); Produktion: Hurricane Fernsehproduktion GmbH
- 2010: Dieter Nuhr live! – WM Spezial (RTL); Produktion: Hurricane Fernsehproduktion GmbH
- 2010: Nuhr 2010 – Der Jahresrückblick (ZDF); Produktion: Hurricane Fernsehproduktion GmbH
- 2011: Genial daneben – Staffel 8 (SAT.1); Produktion: Hurricane Fernsehproduktion GmbH
- 2011: Schillerstraße – Staffel 7 (SAT.1); Produktion: Hurricane Fernsehproduktion GmbH
- 2012: Küstenwache – Staffel 16 (ZDF); Produktion: Opal Filmproduktion
- 2013: Kripo Holstein – Mord und Meer – Staffel 1 (ZDF); Produktion: Opal Filmproduktion
- 2013: Küstenwache – Staffel 17 (ZDF); Produktion: Opal Filmproduktion
- 2016–2022: Die Pfefferkörner (KiKA); Regie: 30 Folgen
- 2016–2022: Notruf Hafenkante (ZDF); Regie: 19 Folgen
- 2017–2024: Die Rosenheim-Cops (ZDF); Regie: 32 Folgen
- 2018–2022: In aller Freundschaft (Das Erste); Regie: 9 Folgen
- 2020: In aller Freundschaft – Staffel 23 (ARD) Produktion: Saxona Media GmbH  Leipzig

### Kurzfilme (Auswahl)
- 2001: Nach dem Piepton
- 2003: Espresso (Abschlussfilm – Gefördert durch die Filmstiftung NRW)
- 2004: Dark Recall
- 2004: Trauma
- 2006: Maya

### Musikvideos
- 2007: Assassinate me (Jesus on Extasy – Sony/BMG)
- 2008: Stay with me (Jesus on Extasy – Sony/BMG)